# مارك وليامز (لاعب كرة قدم مواليد 1978)
مارك وليامز (بالإنجليزية: Mark Williams)‏ هو لاعب كرة قدم بريطاني في مركز الدفاع، ولد في 10 نوفمبر 1978 في ليفربول في المملكة المتحدة. لعب مع نادي روتشديل.